# アンクム
アンクム (ドイツ語: Ankum) は、ドイツ連邦共和国ニーダーザクセン州オスナブリュック郡北部のザムトゲマインデ・ベルゼンブリュックを構成する町村（以下、本項では便宜上「町」と記述する）である。

## 地理

### 位置
アンクムは、オスナブリュックの北約 35 km、トイトブルクの森北部＝ヴィーエン山地自然公園北部の森に覆われた丘陵地（アンクム高地）に位置している。

### 隣接する市町村
アンクムは、北はケッテンカンプおよびノルトルプ、東はベルゼンブリュックおよびアルフハウゼン、南はブラームシェ、西はメルツェンおよびエッガーミューレンと境を接している（以上、いずれもオスナブリュック郡）。

## 歴史
アンクムは歴史的な市場町であり、かつては主に織布類、現在も家畜の取引が行われている。

### 先史時代および古代

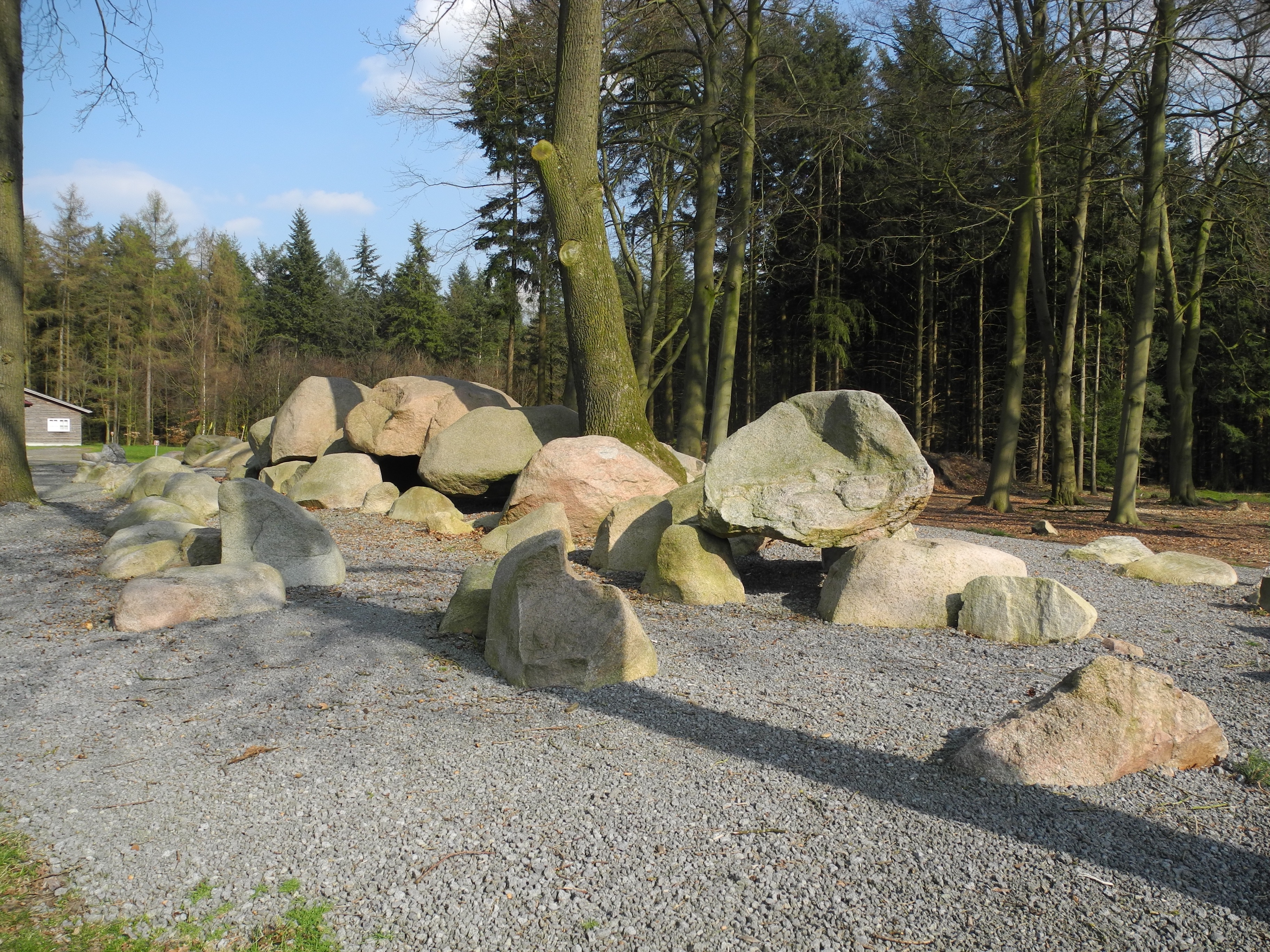
アンクム町内グルムフェルトに遺る巨石墳墓

フリードリヒ＝ヴィルヘルム・ヴルフとヴォルフガング・シュリューターによって2000年から作成された目録は、「オスナブリュック市およびオスナブリュック郡の考古学的文化財」に関する概要を示している。このほかに、ベルゼンブリュック郡の「先史時代および古代の文化遺産」のリストとしては、ヨハネス・ハインリヒ・ミュラーのハノーファー州の石造文化財および埋蔵文化財、納骨墓地、出土品および発見品の一覧（ミュラーの死後にヤーコーブス・ライマースによって公表された）、ヴィルヘルム・ハルデベックによる1902年の「ベルゼンブリュック郡の先史時代および古代の埋蔵・石造文化財、埋葬地、納骨墓地、防衛施設、環状土塁および入植地の一覧および描写」、ロルフ・ゲンゼンの1961年にタイプライターで記述され、マールブルク大学に提出された学位論文がある。
紀元前3500年から紀元前2800年に造営されたアンクム地方の巨石墳墓は、新石器時代にこの地域で定住が行われていたことを証明している。アンクム＝ドゥルヒホルンの墓地は、ドゥルヒホルン地区の近くにある。北部ゲルマン人は6世紀にザクセン人に逐われ、この地域はガウに分割された。

### 考古学的発見
2009年8月、アンクムのキルヒブルクの環状壁北部で行われた考古学的発掘は、これまでで最も古い出土品として、丸いスタンプで装飾され、彩色を施されたバードルファー陶器に倣った陶製容器の破片が発見された。これは9世紀から10世紀の移行期に属すフンネシャンス陶器に分類されており、ピングスドルファー陶器の先駆けとされている。ラインラントからオスナブリュッカー・ノルトラントに輸入された製品の発見は、この時代のキルヒブルクに裕福な所有者の集落があったことを推測させる。環状壁の北西部すぐ外側にある発掘区画1 は中世の竪穴建物跡であると判明し、鉄加工による手工業が行われていたことが示唆された。

### 文献上の記録
アンクムは、Ainghem という表記で皇帝オットー2世の977年の特許状に初めて文献に記録されている。
皇帝オットー1世の948年7月14日の文書にある Hasagovue（ハーゼガウ）の Tungheim 集落という地名がアンクムを指しているという説が時々唱えられるが、文献学者の多くはこの説を採用しておらず、有力な根拠によってこれを否定している。ヘルマン・ハルトマンは948年の史料から、アンクムにヴィドゥキントの相続領があったと推測した。この所領は、オットー1世から母親の聖マティルデに贈られた。マティルデは、ハインリヒ1世王の2番目の妻であり、ヴィドゥキントの子孫たるザクセン伯ディートリヒの娘である。彼女は947年に、おそらくヴィドゥキントの廟所であるエンガーに修道院を設立した。ハルトマンは1878年にアンクムの母教会がヴィドゥキントまたはその後継者の創設に由来するという仮説を完全に支持した。マティルデとヴィドゥキントとの血縁関係は、ザクセンの編年史著者コルヴァイのヴィドゥキントが著した「Res gestae Saxonicae」および「Vita Mathildis reginae antiquior」による。
オスナブリュック司教アルベリヒと前述の特許状に名前が挙げられた Herigis の叔父（または伯父）に当たるヴェーリンブレヒとの間で結ばれた1037年 - 1052年の協定には、アンクムの記載はないものの、後で言及する1239年/1240年の司教領目録を考慮すると、11世紀半ばにはすでにアンクムはオスナブリュッカー・ノルトラントの司教領に属していたと推測される。
1169年、アンクムは  Parochia Anchem または  Ecclesia Anchem（アンクム教会区）として初めて明記されている。
ダーレン伯ハインリヒ（ミュンスターラント）の1188年の所領録には Tamchem (= t'Amchem) に2つの所領が記載されている。これはおそらく伯の母親で、ヘドヴィヒ・フォン・ラーヴェンスベルクからの相続領であると思われる。彼女は、カルヴェラーゲ伯家出身のオットー1世（1141年または1144年からラーヴェンスベルク伯）の妹であり、この所領はラーヴェンスベルク伯の旧領がオットー1世、ヘドヴィヒを経由してハインリヒに相続されたものと考えられる。1231年、ラーヴェンスベルク伯オットー2世はベルゼンブリュックのシトー会女子修道院創設にあたり、アンクムの土地を寄進した。
オスナブリュック司教アドルフ・フォン・テックレンブルクの1221年の文書から、アンクム助祭長区とともに聖堂カントライが贈与されたことが判る。1239年から1240年頃の Registrum bonorum mensae episcopalis Osnabrugensis は司教領の詳細について列記しており、その中に Curia Anchem が含まれている（Curia は賦役領地を意味する）。アンクムは1225年の Diploma Henrici Regis Roman. de Gograviatibus Engelberto Ep. にオスナブリュッカーラントに8つある領主のゴー裁判所所在地の1つと記述されている。

### 村長農場と領主直営地団体
アンクムはやがて、おおむねオスナブリュッカー・ノルトラント北部にあたるヴァルンガウの布教の中心地という評価を得ていった。最初の洗礼教会創設の原型はおそらく川の下流、十分の一税がかからない耕作地や、1239年/1240年の司教領台帳によれば水車を有する村長農場があった。ここはオスナブリュックから北西に向かう街道とライネからクヴァーケンブリュックへ通じる道が交差する場所であったと推定されている。アンクムの村長農場は、北西はエッガー水車とクヴァーケンブリュッカー通りとの間にあった帯状耕作地「ネーレン・エッシュ」を有するデーペヴェーク、リックスマン、ヘーファーマンといった農民保有地群、南東はオスナブリュッカー通りに面し「アンクマー・エッシュ」を有するハックマン、ブーテン＝ブリンクマン、ビンネン＝ブリンクマン農民保有地群と境を接していた。これらの農場群はそれぞれ独立した集落であったと推測されている。これら3つの農場群は、教会集落によって融合し、それぞれの耕作地に囲まれていた村を形成していった。

### キルヒホーフ
キルヒホーフ集落（教会を取り囲む形で形成された集落）は、明らかに防衛施設として利用されていた。それは、1340年頃（よりによって破壊されていた時期であったのだが）に propugnaculum Anthem と記したヴェーヴェリングホーフの年代記の著者には、きたるべきオスナブリュック司教との戦いにおける砦としてミュンスター司教ルートヴィヒ2世にとって軍事的に重要であると思われた。再建された施設は1848年までは明らかに、1870年にヘルマン・ハルトマンが描写した軍事的色合いの強い姿を留めていた。1796年の時点でもこのキルヒホーフは、「400人の兵士を率いる1人の司令官と守備を行うために必要な銃を有し」守備を固めていた。舌状の形（あるいは卵形）をしたキルヒホーフの周囲は600歩（約 450 m）、東西の最大長は 228歩（約 171 m）、東側の最大幅は 110歩（約 82 m）であった。最も高い場所は西側でアンクマー川の切り立った谷となっており、土塁の東側はフォーゲルベルクに接していた。先端には、アンクム・ゴー裁判所の裁判席があり、判事はここから、ゴー裁判区の大部分からベルゼンブリュックやゲールデの教会塔まで見渡すことができた。1820年頃のキルヒホーフは、ハルトマンの回想やクロッケの1788年のメモによれば、高さ 12フス（約 4 m）、幅 3フス（約 1 m）、花崗岩製の、支壁を有する環状壁が造られていた。その石造りの倉庫や3か所の堅牢な入り口は中世の村の要塞の面影を示していた。キルヒホーフの西側には、古びた壁が現存している。2つの堅牢な門が南側に、1つ（「ウンテルステ・プフォルテ」＝「一番低い門」）は西側の壁に組み込まれていた。3つの門はいずれも3階建てで、2つの翼棟を有し、鉄釘を打ち付けたオーク製の扉で閉ざすことができた。キルヒホーフの南東側にある門は、「ホーエ・プフォルテ」（「高い門」）と呼ばれ、市庁舎としても利用された。
ミットレーレ・プフォルテ（中央の門）の西側に環状壁に組み込まれる形でマイヤー・ツー・シュタルテンの倉庫があった。ミットレーレ・プフォルテの東は、ホーエ・プフォルテまで木組み建築の様式で造られたリュッセルのシュルテン、マイヤー・ツー・ヴェスターホルテの倉庫、市議会の倉庫が並んでいた。ホーエ・プフォルテの北側、東の壁の内側沿いにビュンカーの倉庫があった。キルヒホーフの東半分にはビッペンの倉庫があり、その近くにボッセ・ツー・ヴェストルプの干し草倉庫があった。ハルトマンは、この最後の2つの建物についてキルヒホーフの美観を損ねるものであり、敷地の北東端へ移転させられたと述べている。空いた空間はエッガーミューレのベーゼラーガー家によって購入され、墓所が設けられた。その北側、北の壁の内側にヴェルマンの館があった。教会堂とミットレーレ・プフォルテとの間に、ハルトマンの言葉によれば「古く、とても太いシナノキ」があり、「その下で村の集会が行われ」ていた。
切りだされた花崗岩で建設された教会の塔についてハルトマンは「完全にベルクフリートである」と書いている。

### 衰退
司教の荘園や、近隣の司教の村長農場中最も重要なリュッセルの村長農場を有し、ゴー裁判所の所在地であり、おそらく代官の所在地でもあるというアンクムのオスナブリュッカー・ノルトラント最大で最重要な町への発展は、オスナブリュク司教ゴットフリート・フォン・アルンスベルクによる1335年のフュルステナウ建設とそれに伴い領主の関心が移ることで転換を余儀なくされた。

### 地名の由来
Aing は Ago の派生型である。これは中高ドイツ語の heim、古高ドイツ語の heima、中低ドイツ語の  hêm（住居、家、村）にあたる。"Heim" の地名は、多くはフランク語起源である。12世紀になると、集落名の表記は  Anchem に変化した。
皇帝オットー1世の948年7月14日の文書をこの町の最も古い記録 (Tangheim = to Angheim)と見なしたヘルマン・ハルトマンによる地名の起源に関する説は誤りである。ハルトマンは、Angheim とは「小さくて、曲がった村」という意味であると解釈した。ハルトマンはこの解釈を村の地形によって裏付けようとした。すなわち、村長農場の土地に圧迫されて発展が妨げられ、「蛇のようにキルヒホーフの環状壁に押しつけられている」と述べている。
伝承では、「リュッセルとホルステンの両シュルテンの取り決めに基づき」、現在ある広場にアンクムの教会を設立したと伝えられている。両者は一番鶏が鳴いた時それぞれの集落を出発し、両集落を結ぶ街道を歩いた。現在教会がある場所で両者が出会ったため、この幸運な Ankunft（到着）にちなんだ地名をつけた、というものである。

### 町村合併
1972年7月1日にアスラーゲ、ブリックヴェッデ、ドゥルヒホルン、ホルステン、リュッセル、テューティンゲン、ヴェスターホルテが合併した。

## 住民

### 宗教
住民は主にローマ＝カトリック信者である。アンクムの教区はノルトルプ（礼拝堂 1854年、教会区 1908年）、ケッテンカンプ（1921年）、エッガーミューレンのカトリック教会区組織の母体となった。エッガーミューレンの教会区は1718年頃からエッガーミューレ騎士館の付属礼拝堂であったが、1869年からベーゼラーガー家が所有するエッガーミューレ騎士家の公共礼拝堂となった。エッガーミューレには1954年から固有の教会区が設けられた。

### 人口推移
以下の表は、各年の12月31日時点での町域における人口を示している。
数値は、1987年5月25日の人口調査結果に基づくニーダーザクセン州統計およびコミュニケーション技術局の研究結果である。
1961年（6月6日）と1970年（5月27日）の数値は、1972年7月1日に合併した地域の人口を含む人口調査の結果である。
| 年   | 人口（人） |
| ---- | ---------- |
| 1961 | 4,404      |
| 1970 | 4,447      |
| 1987 | 5,084      |
| 1990 | 5,255      |
| 1995 | 6,596      |
| 2000 | 7,011      |
| 2005 | 7,216      |
| 2010 | 7,204      |
| 2011 | 7,207      |

## 行政

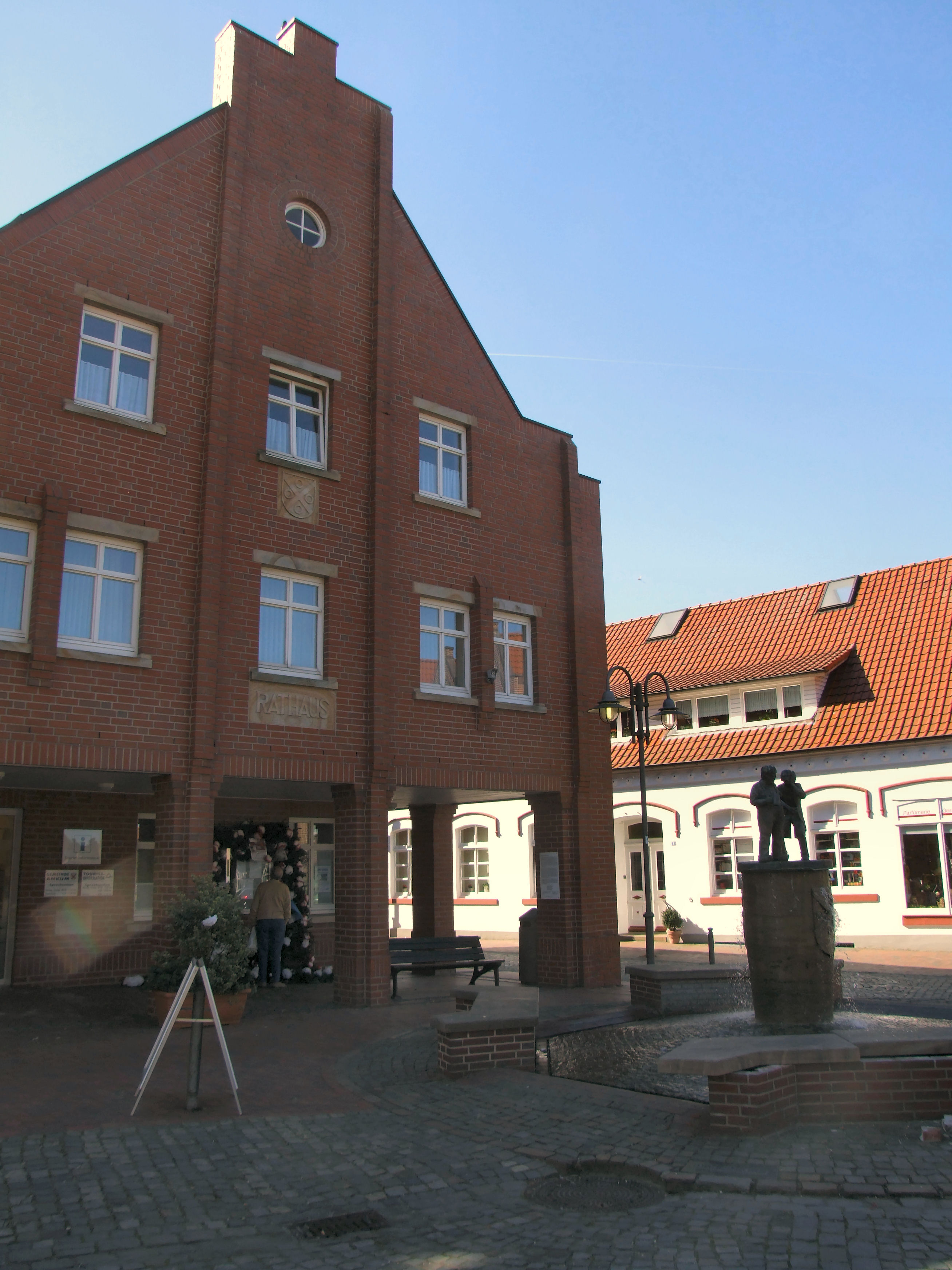
アンクムの市庁舎

### 議会
この町の議会は、21議席からなる。

### 首長
2011年からクラウス・メンケ (UWG) がアンクムの町長を務めている。

### 紋章
図柄: 銀地に端から端まで貫く赤い斜め十字（アンドレアス十字）とこれに寄り添うように配された4つの金のリング。この紋章は1964年11月25日に認可された。

## 文化と見所

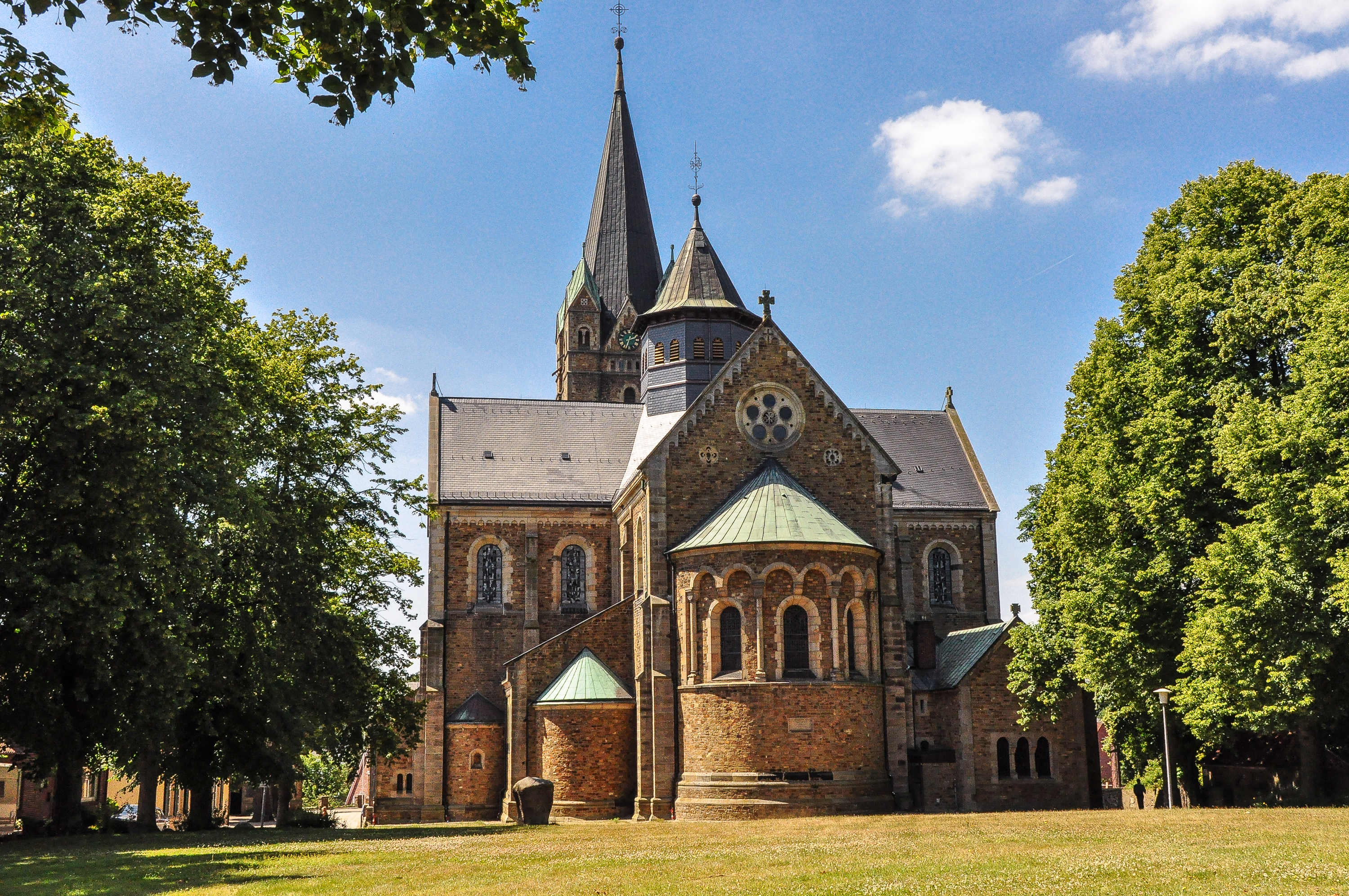
アンクムの聖堂

### アルトラントの聖堂
地元では「アルトラントの聖堂」と呼ばれるローマ＝カトリックの聖ニコラウス教区教会は、集落の中心部であるフォーゲルベルクの斜面に位置している。教会塔は高さ 79.30 m で、おそらく1100年以前に建設された教会の基礎部分に1514年に建造された。教会内には1280年頃に製作された古いアンクムの十字架が保管されている。現在の教会堂は、旧教区教会が1892年6月21日に火災に遭った後、建築家ヨハネス・フランツィスクス・クロンプの設計に基づき、1896年から1900年まで4年の工期を費やしてネオロマネスク様式のバシリカとして建設され、1900年に完成した。1892年の火災から1896年に新しい教会堂の建設が始まるまでの期間、文化財保護の理由から旧聖ニコラウス教会の解体は禁止され、1895年になって町議会の決議によって禁止が解除された。1894年に立案されたクロンプの設計は大きな新しい建造物に古い建造物を取り込むよう一貫して計画されている。このため、クロンプが立てた計画では、旧聖ニコラウス教会の倒壊の危険がある場所を除いた部分が示されている。これに対し1895年の設計では、旧聖ニコラウス教会についての配慮はなされていない。
ベルリンの彫刻家パウル・ブランデンブルクは、聖餐台、聖櫃、講壇（聖書朗読台）、その他の、たとえばドアノブのような細部を製作した。

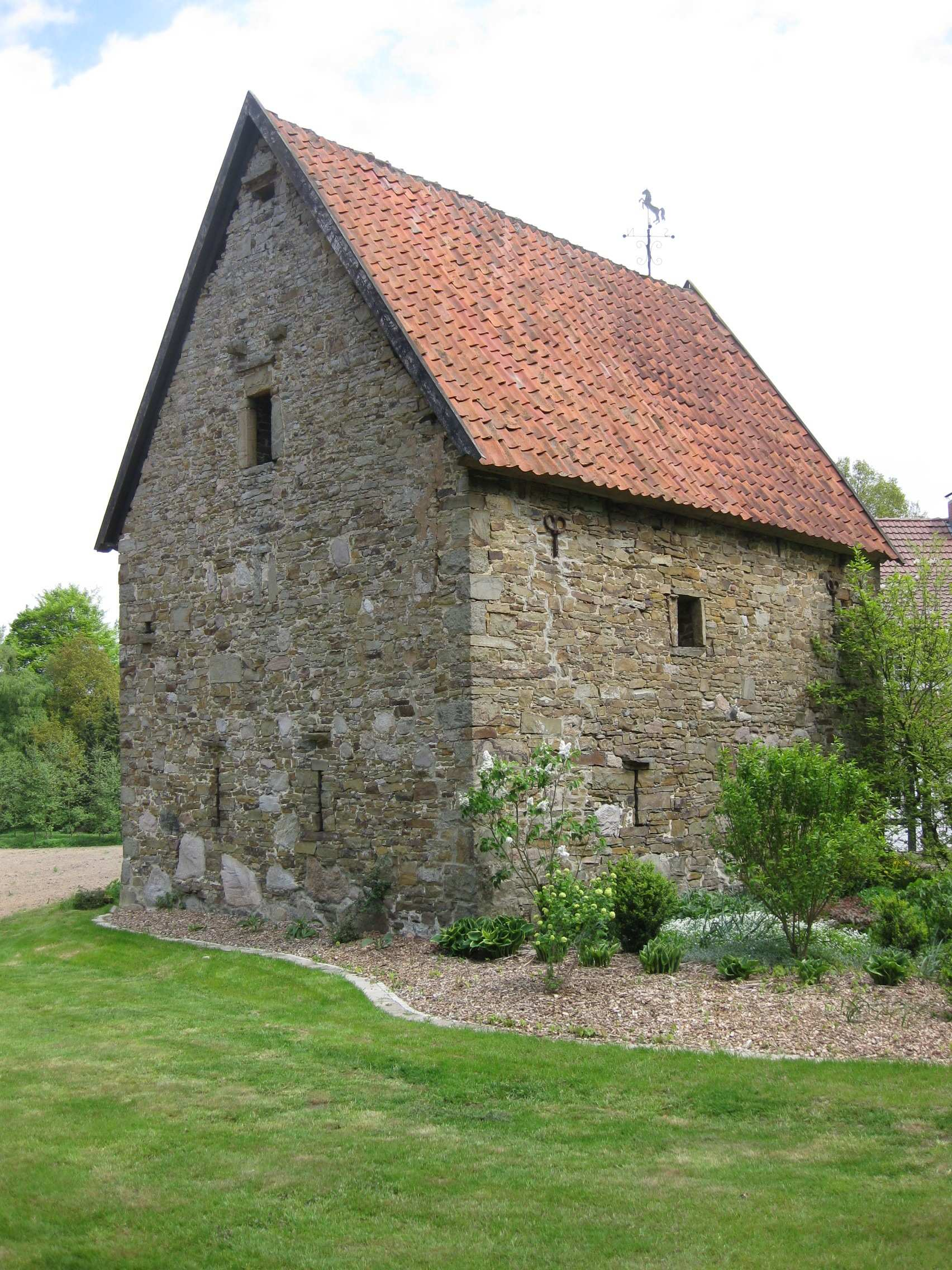
アンクムの石造建築

### 石造文化財
1240年に、キルヒェンブルク以外で最初の石造建築に関する記述が見られる。アンクム教会区には 15棟ほどの石造建築があったが、このうち 9棟は現存している。マイヤー・ツー・ヴェスターホルテ荘園の石造建築は、情報案内板を備えた公共の文化財であり、アンクム郷土協会が管理している。

### 先史時代の文化財
- ヴェスターホルテ地区ギールスフェルトの石塚
- ドゥルヒホルン地区「エッセルマンシャー・ホイアーハウス」近くの墳丘墓

アンクムは、巨石文化街道のステーションとなっている。

### スポーツ
- スポーツクラブ・クヴィット・アンクム[89]
- アンクム＝ヴェスターホルテのアルトラント・ゴルフクラブ、18ホールのゴルフ場[90]
- テニスクラブ・アンクム[91]
- アンクム射撃クラブ e.V.[92]
- アンクム乗馬・騎馬クラブ[93]

## 経済と社会資本
この町の産業経済の重点は、家具製造業と養鶏業（孵化場）である。このほかに様々な中小企業規模の小売店、手工業企業、サービス企業がある。農業はこの町にとって昔から現在も同様に重要であるが、観光業もその重要性を増している。この町はオスナブリュッカー・ノルトラントの多面的な保養地として存在感を示している。
アンクムは、州営林署の所在地であり、オスナブリュック郡、エムスラント郡、グラーフシャフト・ベントハイム郡を管轄している。

### 交通

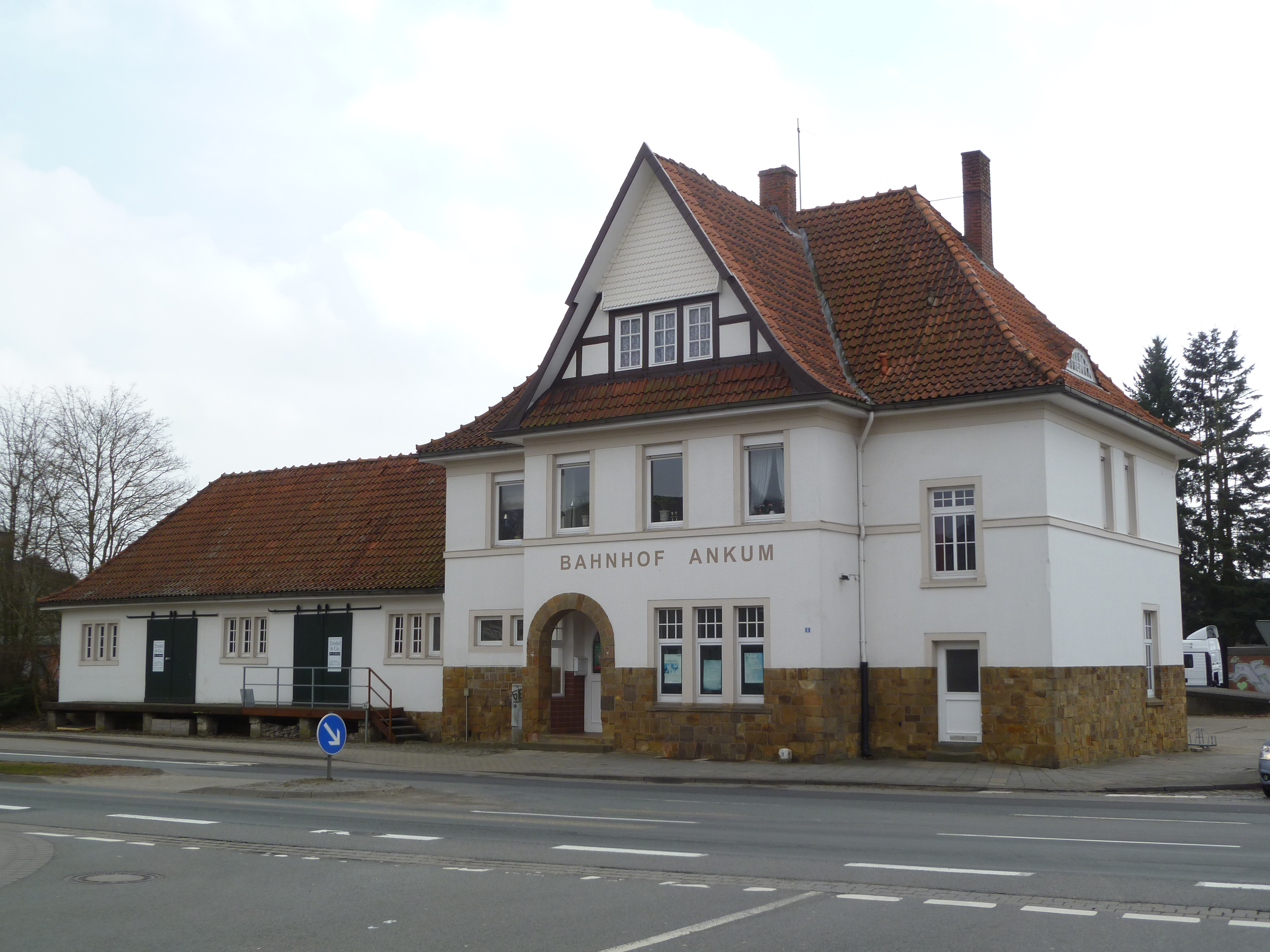
アンクム駅

連邦道 B214号線がアンクムを通り、ベルゼンブリュック、ディープホルツ、ニーンブルク (ヴェーザー)、フュルステナウ、リンゲンへ通じている。アンクムは観光街道「アルトラント＝ルート」沿いにあたる。
アンクムは多くの州道によって、エッフェルン、エッガーミューレン、メンスラーゲ、アルフハウゼン、ノルトルプと結ばれている。また、郡道を使ってヴォルトラーゲ、ベルゼンブリュック（ボーケル経由）、ドゥルヒホルン、ヴェーベルゲン（＝アルフハウゼン）、ケッテンカンプへ行くことができる。
上記の路線はいずれも、ニーポルテ、ポール、ハイヤー、ABE、ヒュルスマン社の路線バスが運行しており、「ノイアー・マルクト」、「クランケンハウス」、「Abzw. レアルシューレ」、「レアルシューレ」「バーンホーフ」の停留所がある。
1時間ごとにオスナブリュック交通会社のバスがアンクムからベルゼンブリュック駅まで往復しており、ベルゼンブリュック駅でオスナブリュック行き、オルデンブルク行きの列車に接続する。
アンクム＝ベルゼンブリュック鉄道のアンクム - ベルゼンブリュック線の旅客運行は、1962年9月13日に、道路との競合に敗れて廃止された。アンクムから「ピンゲル＝アントン」または「シーネン＝ツァップ」と呼ばれるレールバスが1日何本もアンクムからベルゼンブリュックまで運行されており、ベルゼンブリュックでオスナブリュック - オルデンブルク（- ヴィルヘルムスハーフェン）本線に接続する。